# Palacio Nacional de la Cultura (Guatemala)
El Palacio Nacional de la Cultura está localizado en el centro histórico de la Ciudad de Guatemala. Es un espacio dedicado para diversas actividades artísticas y exposiciones temporales, además de alojar colecciones de pintura y escultura. Fue declarado Monumento Histórico y Artístico el 7 de noviembre de 1980 y el 11 de junio de 2001 pasó a formar parte del Ministerio de Cultura y Deportes.  También llamado localmente como el Palacio Verde o el Guacamolón, en alusión al color del famoso platillo precolombino. Es utilizado por el Organismo Ejecutivo para actos protocolarios y es el kilómetro 0 para todas las carreteras que van de la Ciudad de Guatemala a las cabeceras departamentales de la República de Guatemala.

## Características
El edificio está diseñado simétricamente a partir de un cuerpo central, del cual se desprenden dos cuerpos laterales, cada uno de estos con tres niveles y un patio central. Es de estilo ecléctico aunque predomina el neoplateresco. Sus trazas arquitectónicas están inspiradas en el Palacio de Monterrey de Salamanca y en la fachada principal del Colegio Mayor de San Ildefonso de la Universidad de Alcalá de Henares, ambos de la primera mitad del siglo XVI. Las cinco ventanas que se ven en su fachada tienen un significado que cada una de ellas lleva una letra en borde que significa Jorge Ubico. 
El edificio, construido de concreto con ladrillo revestido de piedra tornado con un color verde, contiene los murales del artista Alfredo Gálvez Suárez que muestran una reseña histórica del país desde la época colonial hasta la independencia.
En total cubre un área de 8.890 m² y consta de 350 salones. En el salón de recepciones —ubicado en el segundo nivel y uno de los espacios más atractivos del inmueble—, se encuentran un dibujo en forma de estrella que marca el kilómetro cero del país y una lámpara de cristal de dos toneladas de la que cuelgan cuatro figuras de quetzales bañados en oro(llamada Rosa náutica). En uno de los patios del palacio fue celebrada la firma de la paz que dio fin a la Guerra civil de Guatemala. El 4 de febrero de 1976 soportó el terremoto de 7.5 grados en la escala Richter, que destruyó gran parte del país.
Adicionalmente, cada cuerpo tiene dos estanques rectangulares estilo neomudéjar, con azulejos y surtidores de agua. El conjunto incluye un sótano y una terraza en el cuarto nivel. En las esquinas presenta cuatro torres y al centro en la fachada norte y sur, tiene dos frontones.
El eje de simetría del conjunto está asentado por los siguientes elementos:
- el pasaje central, el cual atraviesa el edificio de norte a sur;
- las cajas de las escaleras, mismas que conducen del primero al segundo nivel en cada cuerpo lateral
- la escalera central, que lleva al visitante del segundo al tercer nivel.

Los patios están rodeados por una serie de arcos ornamentados, algunos con motivos inspirados en la arquitectura de La Antigua Guatemala, especialmente en el primer nivel, el cual presenta pilastras abalaustradas serlianas. Los corredores del segundo nivel, tienen arcos análogos a los del primero. En el tercer nivel el techo esta sustentado por columnas que se repiten en grupos de dos y cuatro. Estas columnas tienen dos pedestales ornamentales con motivos en relieve. Ambos patios poseen dos grandes remates, en el remate norte se encuentra el relieve del escudo de Santiago de Guatemala y en el remate sur esta el escudo de la República de Guatemala. En la cornisa de los patios se destacan unos elementos decorativos esféricos, esmaltados en azul y amarillo.

## Historia

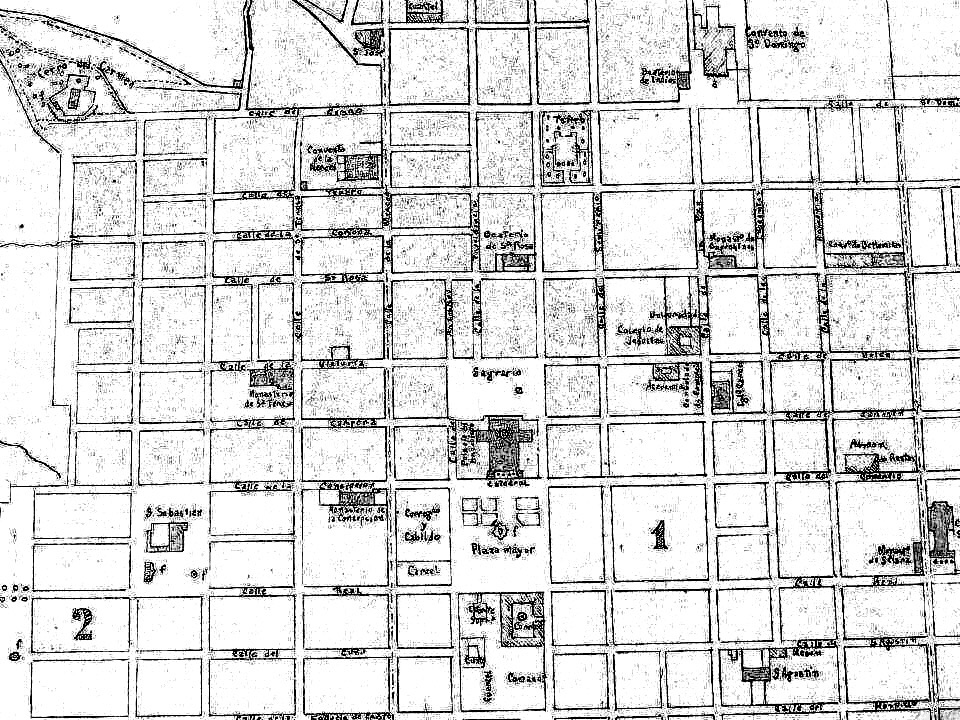
Mapa de la Ciudad de Guatemala en 1868. Se observa alrededor de la Plaza de Armas al Cabildo -municipalidad- y la cárcel sobre el terreno que luego ocuparía el Palacio Nacional.

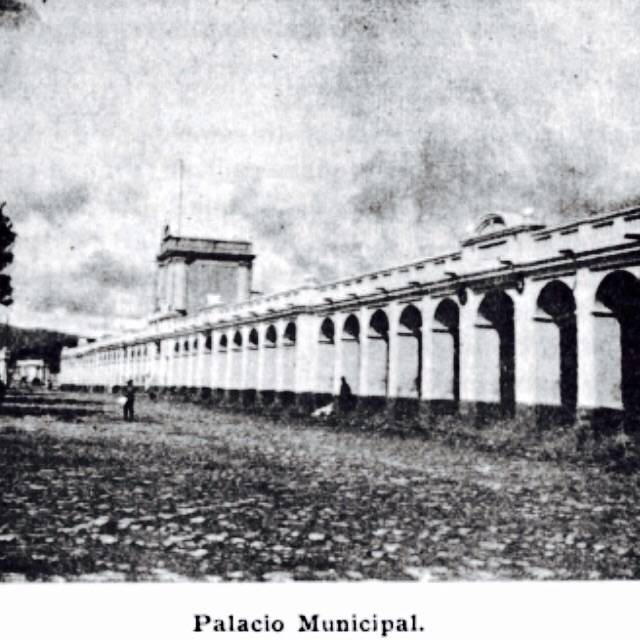
Ayuntamiento de Guatemala en 1907. Construido tras el traslado de la Ciudad al valle de la Ermita, estuvo en pie sobre el terreno que luego ocuparía el Palacio Nacional hasta que fue destruido por los terremotos de 1917-18.

Originalmente en el solar que ocupa el Palacio Nacional se encontraban la cárcel y el ayuntamiento de la ciudad. Estos edificios estuvieron en pie hasta que fueron destruidos por los terremotos de 1917-18. En 1927, durante el gobierno del general Lázaro Chacón, se abrió un certamen de dibujo para la propuesta del palacio Nacional, concurso que fuera ganado por Agustín Iriarte, pero no se pudo realizar el proyecto por la repentina muerte del general Chacón luego de sufrir un derrame cerebral que lo imposibilitó el 12 de diciembre de 1930.
En 1932, durante el gobierno del general Jorge Ubico se publican las bases para el diseño y construcción del palacio, y el 4 de julio de 1937 se colocó la primera piedra; la construcción se realizó entre enero de 1939 y el 10 de noviembre de 1943, fecha del cumpleaños del presidente Ubico.

### Sede de gobierno

#### Renuncia del general Jorge Ubico en julio de 1944
El general Ubico no pudo disfrutar del palacio que mandó a construir, pues ante las creciente oposición a su régimen, y a causa del descontento popular generalizado, decidió renunciar el 1 de julio de 1944 apenas siete meses después de inaugurar la obra:
| Manifiesto del general Jorge Ubico al pueblo de Guatemala El día de hoy presenté a la Honorable Asamblea Legislativa la renuncia del cargo de presidente de la República. La presenté con carácter de irrevocable. Volveré así a la vida privada, después de consagrar al servicio del país mis energías y experiencia en la vasta labor de dirección de un gobierno de orden y progreso. Me retiro del poder dejando tras de mí una obra realizada que, si no llena ni hubiera llegado nunca a colmar mis aspiraciones de guatemalteco, es prueba no refutable del amor que como ciudadano profeso a mi patria y del cuidado que le dediqué como gobernante. Jamás mis antecesores tuvieron que hacer frente, como yo, a una época tan preñada de dificultades y peligros; y me satisface poder asegurar que los que juzguen mi actuación hoy y mañana, con espíritu ecuánime y sereno, ajustarán su veredicto a la medida de mis pretensiones. Un movimiento que empezaba a tomar caracteres de violencia, iniciado y proseguido hasta ahora por una minoría de los habitantes de la capital, me llevó a la decisión de resignar el mando, pues, a pesar del pequeño número de quienes se rebelaron como descontentos del régimen gubernativo, es manifiesto, en las peticiones que ellos me dirigieron, su deseo principal y unánime de que renunciara al ejercicio de la presidencia. Así lo hice, enseguida, sin dudas ni vacilaciones, porque en ningún momento del lapso de mi mandato abrigué el propósito de afirmarme en el poder contra la voluntad de mis condicionales. Al cesar en las fatigas y sinsabores del elevado cargo que acepté en cumplimiento de un deber de ciudadano, hago expresa mi gratitud para el pueblo leal que estuvo a mi lado en circunstancias prósperas y adversas, lo mismo que para los funcionarios y empleados que me prestaron meritoria ayuda; y formulo votos muy sinceros por la ventura de mi patria y la armonía entre mis ciudadanos. Guatemala, 1o. de julio de 1944 Jorge Ubico |

Los escritores liberales han dicho que Ubico renunció para evitar un inútil derramamiento de sangre en el país. Sin embargo, los opositores al régimen de Ubico indican que lo hizo para darle un escarmiento a Guatemala y que por eso dejó en su lugar a los tres militares más beodos e incompetentes de su plana mayor: Eduardo Villagrán Ariza, Federico Ponce Vaides y Buenaventura Pineda.
| Cuentan que, cuando la situación estaba ya inclinándose a favor de la renuncia de Ubico Castañeda, los altos jerarcas del Ejército de Guatemala conferenciaron para determinar a quiénes nombrar para una comisión que le preguntara al presidente de la República a quién pensaba nombrar como su sucesor para tan alto cargo. Los militares determinaron que lo más prudente era comisionar para esto a los generales que tuvieran menos jerarquía dentro de la institución armada guatemalteca: Eduardo Villagrán Ariza, Federico Ponce Vaides y Buenaventura Pineda. Estos solicitaron la correspondiente entrevista con el presidente, la cual, aparentemente, transcurrió en términos como estos: —Permiso para hablar con el señor presidente. Ubico Castañeda, quien acostumbraba a no apartar la vista de sus documentos mientras atendía a sus visitantes, contestó sin mirarles: —Sí, ¿qué quieren? Los generales, temerosos, continuaron: —Entre los miembros de su plana mayor se quisiera saber, si en caso de que, ¡Dios no lo permita!, su excelencia llegara a faltar, quién consideraría usted que es el más apropiado para sucederlo. Sin pensarlo siquiera, Ubico Castañeda levantó la vista un momento y, señalándolos con su pluma fuente, contestó: —¡Ustedes tres! —Tomado de Entrevista con miembro de las juventudes universitarias que participaron en los sucesos de junio de 1944, realizada el 10 de abril de 1984. |

#### Revolución del 20 de octubre de 1944

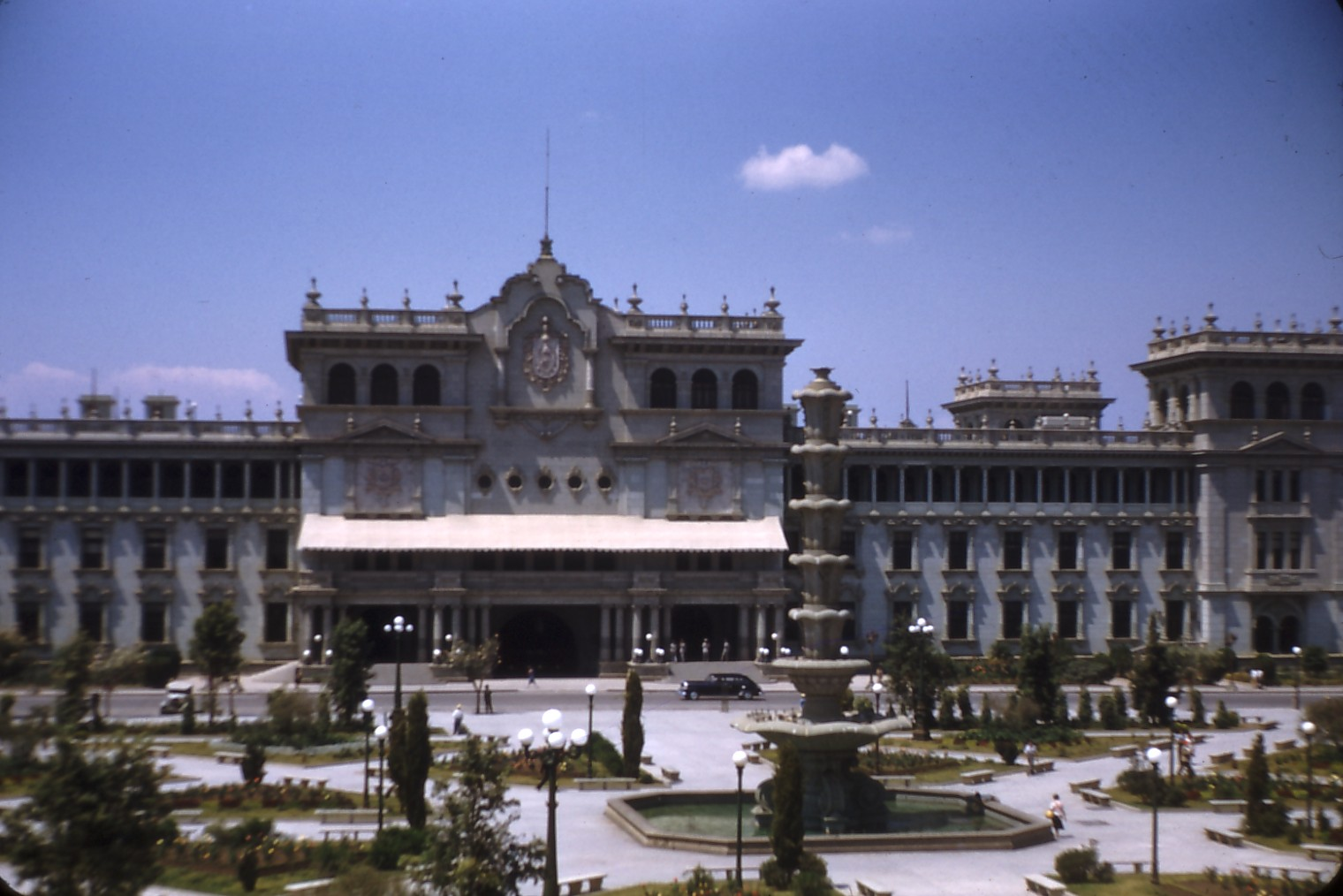
Parque Central en 1948.

| Documentales fílmicos sobre la Revolución de 1944 \| Secciones \| Descripción \| \| ------------------------- \| ------------------------------------------------------------------------- \| \| 20 de octubre de 1944 \| Recopilación de escenas de los sucesos del 20 de octubre de 1944. \| \| Gobiernos revolucionarios \| Documental sobre los gobiernos de Ubico, Arévalo, Árbenz y Castillo Armas \| |                                                                           |
| Secciones | Descripción                                                               |
| 20 de octubre de 1944 | Recopilación de escenas de los sucesos del 20 de octubre de 1944.         |
| Gobiernos revolucionarios | Documental sobre los gobiernos de Ubico, Arévalo, Árbenz y Castillo Armas |

De julio a septiembre de 1944, el general Federico Ponce Vaides -quien había sido delegado por el presidente Jorge Ubico como presidente interino tras la renuncia de este el 1.º de julio de 1944- dictó medidas coercitivas contra la ciudadanía, apoyado por el Partido Liberal Progresista, con el objeto de perpetuarse en el poder. Varios oficiales militares de rango intermedio de alta en el batallón de la Guardia de Honor, comenzaron a cambiar impresiones y a proponer soluciones para evitar el surgimiento de una nueva dictadura en el país.  Los enlaces principales que mantuvieron fueron los militares de baja Jacobo Arbenz Guzmán y Enrique de León Aragón. Además, el hombre de negocios Jorge Toriello, el dirigente obrero Silverio Ortiz, el doctor Julio Bianchi y un grupo de estudiantes encabezados por Mario y Julio César Méndez Montenegro, Oscar de León Aragón y Julio Valladares Castillo, entre otros.
En la noche anterior al 20 de octubre de 1944, después de coordinar las unidades que estarían en combate, de comprobar las comunicaciones, adjudicar misiones y objetivos de establecer un puesto de mando, los mayores decidieron iniciar las operaciones de acuerdo con el plan estratégico establecido: dos piezas de artillería fueron situadas en la zona 5 para cañonear el Castillo de Matamoros mientras que dos tanques cubrían el frente del cuartel para evitar fugas; desde los altos del Cerrito del Carmen, otras dos unidades bombardearon el Castillo de San José, también sitiado por otro par de tanques. Fue neutralizado el campo de aviación del Aeropuerto Internacional La Aurora y luego fueron ubicados cuatro cañones más contra Matamoros y el Castillo de San José produciendo, en ambos, estragos materiales en los edificios y una considerable cantidad de bajas entre muertos y heridos. Finalmente, fueron colocados cuatro tanques frente al Palacio Nacional con la orden de atacar en caso de encontrar resistencia. Los primeros civiles que se incorporaron a la lucha armada fueron quince estudiantes universitarios que llegaron a la Guardia de Honor a las dos de la mañana, quienes fueron armadas inmediatamente. Otro contingente civil fue el de los obreros armados liderados por el legendario dirigente Silverio Ortiz.
En las primeras horas de la mañana del 20 de octubre, el Castillo de Matamoros elevó la bandera blanca en señal de redención y a las 10:30 a. m. hizo lo mismo el Castillo de San José. Algunos hechos callejeros violentos por parte de la resistencia obligaron al ejército revolucionario a integrar con estudiantes y maestros un cuerpo de vigilancia llamado  «Guardia Cívica», que patrulló la Ciudad de Guatemala desde la noche del 20 de octubre en adelante, en sustitución de la policía nacional. Después de la rendición de los dos bastiones militares defensores del gobierno de Federico Ponce, el mandatario y su gabinete levantaron la bandera blanca del cese de hostilidades.

#### Asesinato del coronel Francisco Javier Arana
El presidente Juan José Arévalo Bermejo inició su gobierno en 1945, y desde el principio utilizó un lenguaje a veces disociador, que empezó a polarizar a la sociedad guatemalteca, causando entre los terratenientes la sensación de que sólo era el gobernante de una parte de los guatemaltecos. En el libro «Despacho Presidencial» de Arévalo, se observa que el gobierno se inició con sanciones a la oposición, intervencionismo económico del Estado y un decidido apoyo a un movimiento sindicalista recién surgido. Así entonces, las fuerzas de oposición al gobierno arevalista poco a poco fueron marginadas y empezaron a temer la implementación de un socialismo en el país. Por otra parte, es importante destacar que el presidente Arévalo tomó posesión con poder limitado, restringido por los militares, que estaban acaudillados por el teniente coronel Arana. Así se encontraba el país cuando el Dr. Arévalo, en compañía de un amigo y dos bailarinas rusas que estaban de visita en Guatemala, tuvo un terrible accidente automovilístico en la carretera a Panajachel: cayó al barranco y quedó gravemente herido, mientras que todos sus acompañantes murieron. Los dirigentes del PAR suscribieron un pacto con el ya teniente coronel Arana, en el que este se comprometía a no intentar ningún golpe de Estado contra el presidente convaleciente, a cambio de que los partidos revolucionarios apoyarían a Arana como su candidato oficial en las siguientes elecciones. Sin embargo, la recuperación del robusto presidente fue casi milagrosa y pronto pudo hacerse cargo del gobierno nuevamente. Arana había aceptado este pacto porque quería ser conocido como un «héroe demócrata» de la sublevación contra Ponce y creyó que el Pacto del Barranco garantizaría su posición cuando llegara el momento de las elecciones a presidente.
Arana era una persona muy influyente en el gobierno de Juan José Arévalo, y había logrado ser nominado como el siguiente candidato a la presidencia, por delante del capitán Arbenz, a quien se le dijo que por su corta edad (apenas 36 años en ese tiempo) no tendría problema en esperar su torno para las elecciones siguientes. Arana murió en un enfrentamiento armado contra militares de civil que quisieron prenderlo el 18 de julio de 1949, en el Puente de la Gloria, en Amatitlán, a donde se había dirigido en compaña de su asistente y del comandante de la base aérea «La Aurora» a requisar armamento que había sido incautado unos días antes. El coronel Arana se detuvo por un vehículo parado a mitad del camino, momentos después llegó otro por detrás mientras que los militares de civil de los dos vehículos muestran sus armas, probablemente no había intención de matarlo, pero como militar a cargo de una su misión -que le había sido encomendada en el despacho mismo del presidente Arévalo- reaccionó a la defensiva.
La respuesta de las fuerzas armadas leales a Arana no se hizo esperar: tanquetas del ejército de Guatemala se posicionaron frente a la esquina suroeste del Palacio Nacional y de la Casa Presidencial, y desde allí dispararon contra el despacho presidencial y en contra de la residencia del presidente.  A pesar de lo nutrido de la balacera, no hubo víctimas del ataque, pero el edificio sufrió considerable número de perforaciones de bala, las cuales todavía son visibles en el siglo xxi.  Arévalo y Arbenz lograron solventar la crisis y concluir el mandato constitucional en 1951.

#### Jornadas Estudiantiles de marzo y abril de 1962
En diciembre de 1961 el presidente general Miguel Ydígoras Fuentes organizó un fraude electoral en los comicios para elegir a los diputados al Congreso de la República.  Se determinó que el 1 de marzo de 1962 tomarían esos diputados sus respectivos cargos. Los estudiantes universitarios, organizados en la Asociación de Estudiantes Universitarios (AEU), y los estudiantes de educación secundaria reunidos en el Frente Unido del Estudiantado Guatemalteco Organizado (FUEGO) realizaron una protesta el 1 de marzo de ese año y ese mismo día, los estudiantes realizaron un paro de labores en las diferentes facultades y escuelas de la Universidad, dispersas por el centro de la Ciudad. El 9 de marzo, la AEU llamó a un segundo paro de labores. El 13 se realizó un paro más. Los estudiantes paralizaron buena parte de la actividad económica de la capital. Controlaron los accesos de la ciudad, tirando tachuelas para detener el tránsito de vehículos. Fueron las primeras jornadas de lucha masiva, desde el golpe contrarrevolucionario de 1954. Los estudiantes, utilizando únicamente palos, piedras y algunas bombas Molotov, detuvieron los avances de las fuerzas públicas. Cuando el gobierno cortó la red telefónica, los estudiantes reaccionaron, ocupando radioemisoras para transmitir sus mensajes y coordinar así sus acciones.  Las protestas se extendieron al interior del país, Chiquimula, Jutiapa, Retalhuleu, San Marcos, Huehuetenango y principalmente a Quetzaltenango, el segundo centro de protesta estudiantil.
Emulando los eventos de junio de 1944 -que terminaron con el gobierno del general Jorge Ubico, el movimiento pidió la renuncia de Ydígoras Fuentes por su corrupción y despotismo, la disolución del Congreso, la derogación de la Constitución de 1956 y la reimplantación de la de 1945, así como la instalación de una reforma agraria, entre otras demandas. En ese momento, el movimiento de masas en la capital ya se había convertido en un reto para el gobierno. Ydigoras lanzó un comunicado en el cual atribuía los disturbios a los comunistas y llamaba a la población a no permitir que el «comunismo» volviera a «ensangrentar» a Guatemala. Ydigoras Fuentes ordenó reprimir las protestas; se declaró estado de sitio, se impuso toque de queda y se inició la persecución. La rebelión popular fue sofocada y al final de la revuelta el saldo era de decenas de muertos y heridos, centenares de capturados y muchos otros expulsados del país.

#### Bombazo del 5 de septiembre de 1980

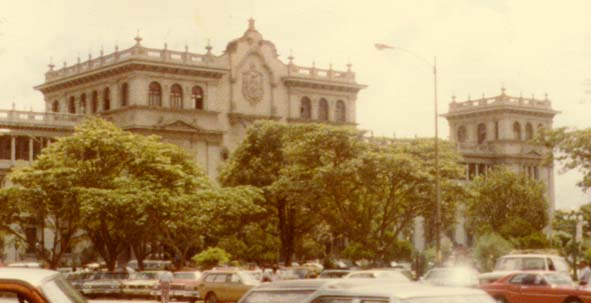
Parque Central en 1979, durante el gobierno del general Fernando Romeo Lucas García.

El 5 de septiembre de 1980 el Ejército Guerrillero de los Pobres realizó un atentado en el frente del Palacio Nacional con la intención de disuadir al pueblo guatemalteco de asistir a una manifestación de apoyo al gobierno del general Lucas García que estaba planificada para el domingo 7 de septiembre en el Parque Central.  En ese ataque murieron siete personas a causa de la explosión de dos bombas ubicadas en un vehículo;
El ataque dejó un indeterminado de heridos y cuantiosos daños materiales no sólo en las obras de arte del Palacio Nacional, sino que en muchos de los edificios aledaños, especialmente en el Edificio Lucky, que está frente al Palacio Nacional sobre la 6a. avenida. Las imágenes por televisión mostraban partes del los cuerpos distribuidos por el área del incidente, mientras los periódicos mostraron en sus portadas la imagen de carro bomba destruido y los alrededores del palacio.
Por la mañana, la guerrilla estacionó un vehículo sobre ese tragante, el cual tenía en su interior una carga mucho mayor; a las 9:35 a. m. detonaron la carga explosiva, ocasionando graves daños materiales y humanos, dejando esparcidos tras ser mutilados, los cuerpos de varios civiles, cuyos restos humanos fueron lanzados en un radio mayor a los setenta metros. A los cinco minutos de haberse producido la explosión se originó el incendio de siete vehículos.
El palacio sufrió daños menores en su estructura, pero sus vidrieras y vitrales quedaron destrozados.

#### Golpe de Estado de 1982 y tribunales de fuero especial

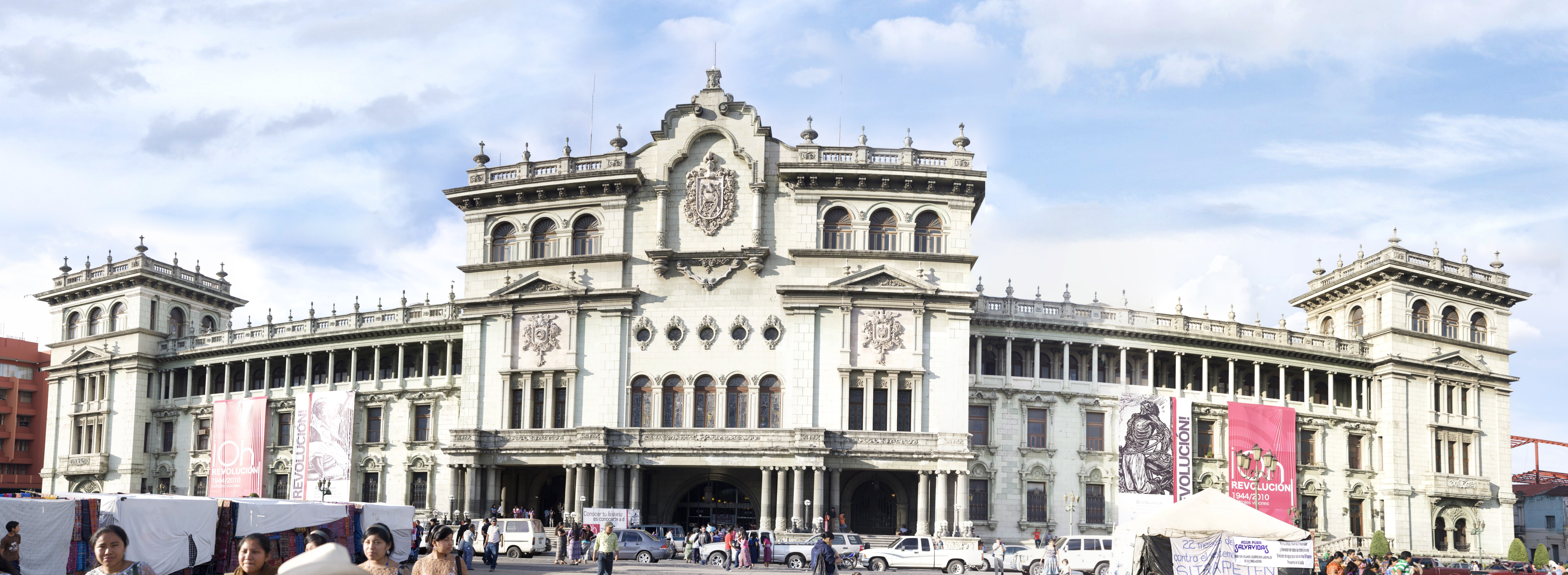
Vista del Palacio Nacional para la celebración de la Revolución de Octubre.

El 23 de marzo de 1982, la oficialidad joven del Ejército de Guatemala dio un golpe de Estado para derrocar al presidente Fernando Romeo Lucas García y sustituirlo por el también general Efraín Ríos Montt, quien había sido director de la Escuela Politécnica cuando muchos de los complotistas habían cursado sus estudios militares.
El 30 de junio de 1982, Ríos Montt, en un discurso titulado «Estamos dispuestos a que reine la honestidad y la justicia», dijo que el gobierno se daba cuenta de que había guatemaltecos que por temor a ser asesinados no habían hecho uso de la amnistía, porque los «camaradas comunistas» se habían declarado enemigos de estas poblaciones y que por esta razón el gobierno iba a combatir a la subversión por los medios que quieran, pero que lo iban a hacer con juicios abiertos, completamente justos, a la vez que con energía y con rigor. Informó que para tal efecto había establecido «tribunales de fuero especial» que cumplirían con este propósito y declaró que a partir de ese momento había pena de muerte por fusilamiento, para los que secuestraran, provocaran incendios, y atacaran y dañaran instalaciones de defensa.
Los tribunales de fuero especial, dirigidos por funcionarios desconocidos, civiles o militares, nombrados por el presidente, y que juzgaron y condenaron, de manera drástica y rápida, de modo paralelo al Organismo Judicial a más de quinientas personas culpadas de pretender violentar las instituciones jurídicas, políticas, económicas y sociales del país eran un órgano judicial sujeto al Poder Ejecutivo. En total, 15 personas murieron fusiladas sin que hubiera manera de probar su culpabilidad, pues en menos de un mes desde su captura, los tribunales con jueces anónimos ―sin rostro y sin registro― los sentenciaron a muerte y nunca fueron públicos los argumentos en que se basaba su fallo. Se juzgaron, además, a otras 582 personas que no fueron condenadas a muerte.

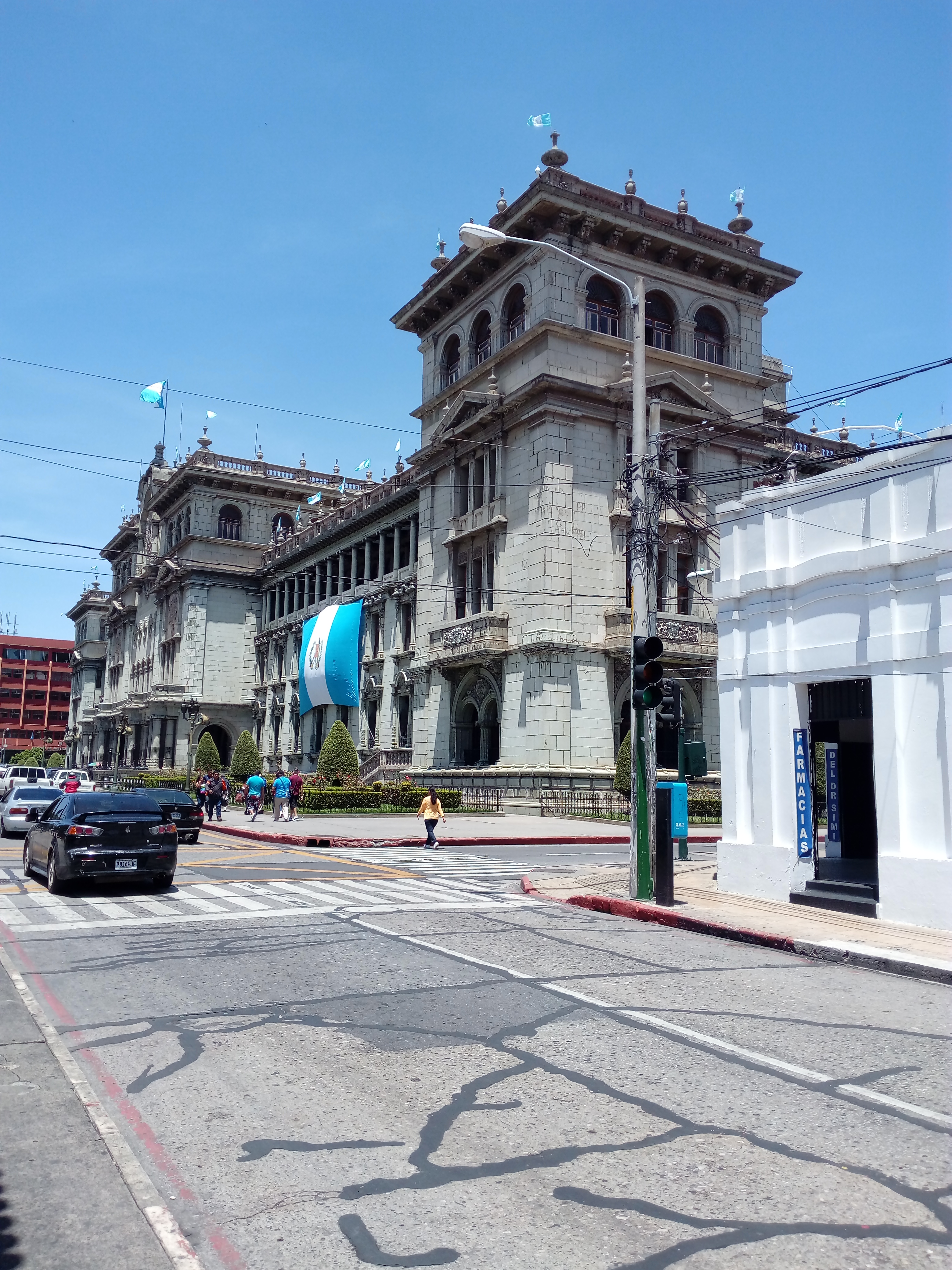
Vista desde una calle lateral del Palacio Nacional

Los tribunales funcionaban bajo jurisdicción del Ministerio de la Defensa, entonces a cargo del general Óscar Humberto Mejía Víctores. Tras la visita de la CIDH (Corte Interamericana de Derechos Humanos) a finales de 1982, Ríos Montt decidió suspender todas las ejecuciones a pena de muerte existentes, sin que se diera a conocer el nombre de los condenados, tomando en cuenta algunas sugerencias del organismo internacional de derechos humanos. Después de recibir el informe de la CIDH, la ley sufriría modificaciones; entre ellas, que la defensa podía tener al menos una participación discreta y la creación de una segunda instancia para los procesos sometidos a estos tribunales. El 14 de diciembre de 1982, los cambios se publicaron en el Diario Oficial: Decreto Ley 111-82. La defensa pudo al menos activar un mecanismo dentro del Sistema de Justicia Oficial, que aunque no logró evitar los fusilamientos, por lo menos los pospuso por unos días.
El 3 de marzo de 1983, el general Mejía Víctores, ministro de la Defensa, obligó a que los magistrados de la CSJ fueran al Palacio Nacional ―que ahora ya se sabía que era la sede de los Tribunales de Fuero Especial― para que, finalmente, revisaran los documentos. Tras conferenciar con los jueces en el Palacio, los magistrados de la CSJ encontraron solo pequeños errores, y en consecuencia los sentenciados serían fusilados. Diez horas más tarde, fueron fusilados seis reos, cuya muerte tuvo gran repercusión en Guatemala y en el mundo, porque ocurrió apenas unos días antes de la visita del papa Juan Pablo II a Guatemala, quien había pedido indulgencia para los condenados.
Los Tribunales de Fuero Especial estuvieron vigentes durante todo el Gobierno de Ríos Montt y nunca se supo quiénes fueron los jueces.

## El Palacio Nacional en la actualidad

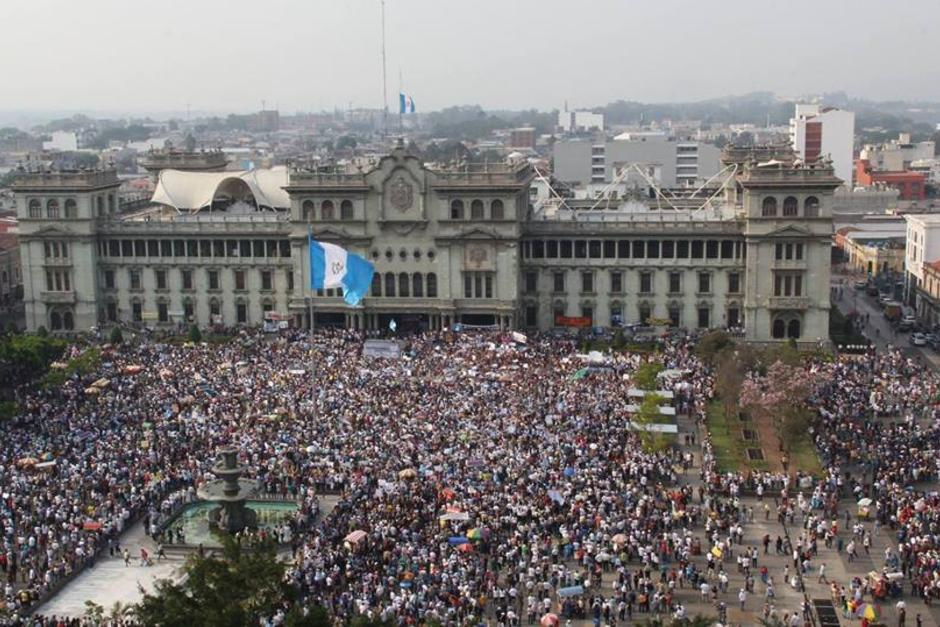
Protestas del 25 de abril.

Desde finales de los años 90 el Palacio Cultural se convirtió en un punto donde se celebran actividades culturales, desfiles para el día de la independencia y actividades protocolarias como el cambio de la rosa en el Monumento a la Paz.
El 29 de diciembre de 1996 se llevó a cabo la firma de los acuerdos de paz entre el gobierno de Guatemala y la Unidad Revolucionaria Nacional Guatemalteca que puso fin a la guerra civil que el país tuvo. En el palacio y las afueras de este se hicieron numerosas actividades como conciertos musicales, desfiles y ceremonias mayas, asimismo el presidente de Guatemala Álvaro Arzú se dirigió por cadena nacional al país para confirmar la firma de los acuerdos. Las únicas dependencias gubernamentales que funcionan son la Secretaría de Comunicación Social de la Presidencia y el Ministerio de Cultura y Deportes.
En abril del 2015, a raíz de las investigaciones y posterior descubrimiento del caso de corrupción de defraudación aduanera, numerosas personas se congregaron en la Plaza de la Constitución y en la entrada del Palacio Nacional en señal de protesta y repudio por el caso de corrupción. Las protestas continuaron haciéndose los meses siguientes incluso tras la renuncia de la vicepresidenta y culminaron el 27 de agosto con un paro nacional donde según algunos registros acudieron más de cien mil personas.

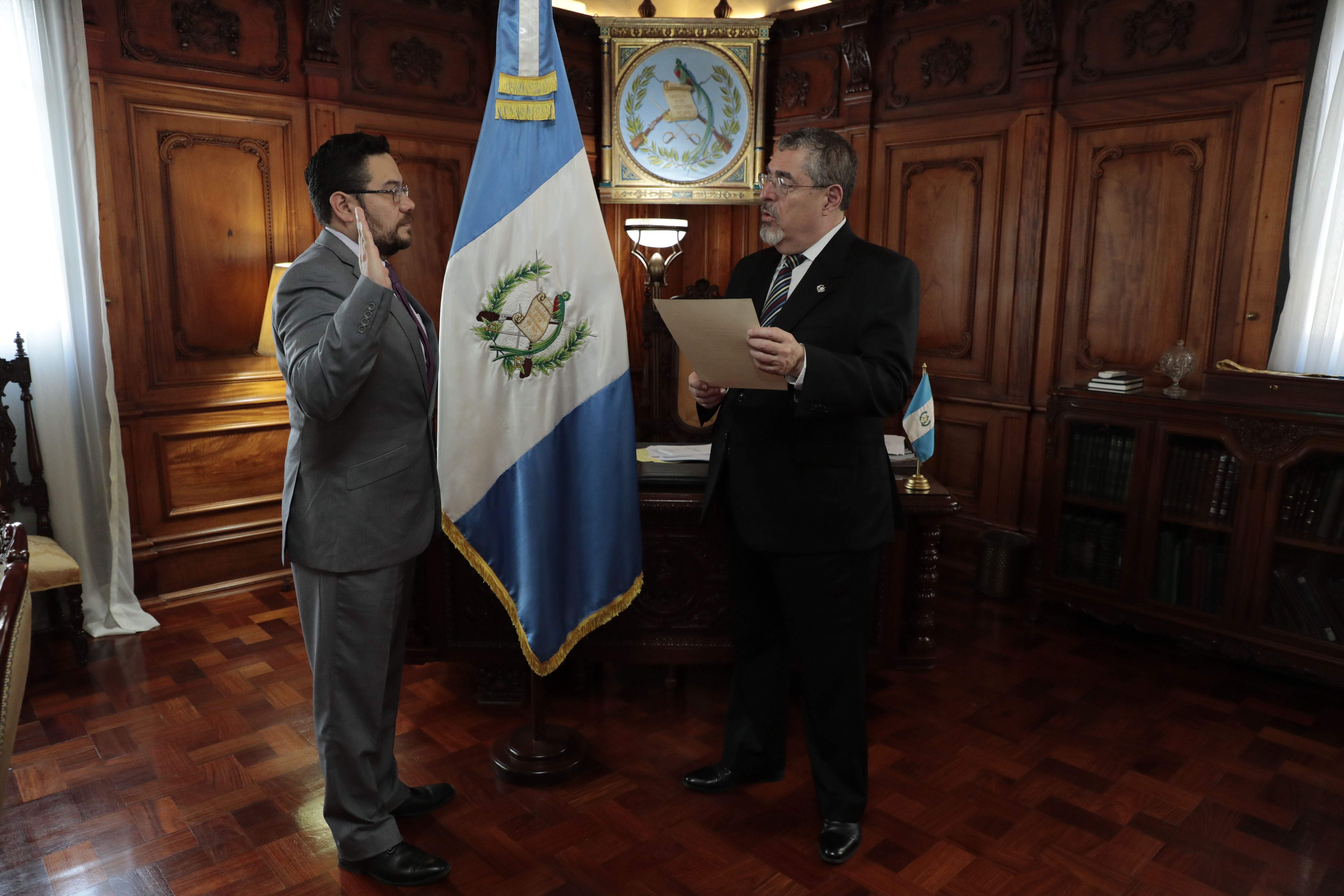
El presidente Arévalo en la oficina presidencial del Palacio Nacional.

Tras la renuncia del presidente Otto Pérez Molina y las celebración de elecciones en septiembre la mayoría de protestas cesaron, sin embargo, en enero del 2016 las protestas —con una menor cantidad de personas— regresaron a la plaza con motivo de hacer sentir al nuevo presidente la presión de la ciudadanía.
El entonces presidente electo Bernardo Arévalo aseguró en 2023 que tenía la intención de reestablecer el estatus del Palacio Nacional como sede de gobierno y reabrir las oficinas del presidente y vicepresidente. Cuando Arévalo asumió la presidencia en 2024, ocupó el histórico despacho presidencial del Palacio Nacional.